# Amulung
Amulung is een gemeente in de Filipijnse provincie Cagayan op het eiland Luzon. Bij de laatste census in 2007 had de gemeente ruim 44 duizend inwoners.

## Geografie

### Bestuurlijke indeling
Amulung is onderverdeeld in de volgende 47 barangays:
| - Abolo - Agguirit - Alitungtung - Annabuculan - Annafatan - Anquiray - Babayuan - Baccuit - Bacring - Baculud - Balauini - Bauan - Bayabat - Calamagui - Calintaan - Caratacat | - Casingsingan Norte - Casingsingan Sur - Catarauan - Centro - Concepcion - Cordova - Dadda - Dafunganay - Dugayung - Estefania - Gabut - Gangauan - Goran - Jurisdiccion - La Suerte - Logung | - Magogod - Manalo - Marobbob - Masical - Monte Alegre - Nabbialan - Nagsabaran - Nangalasauan - Nanuccauan - Pacac-Grande - Pacac-Pequeño - Palacu - Palayag - Tana - Unag |

## Demografie
Amulung had bij de census van 2007 een inwoneraantal van 44.367 mensen. Dit zijn 1.613 mensen (3,8%) meer dan bij de vorige census van 2000. De gemiddelde jaarlijkse groei komt daarmee uit op 0,51%, hetgeen lager is dan het landelijk jaarlijks gemiddelde over deze periode (2,04%). Vergeleken met de census van 1995 is het aantal mensen met 6.623 (17,5%) toegenomen.

De bevolkingsdichtheid van Amulung was ten tijde van de laatste census, met 44.367 inwoners op 242,2 km², 155,8 mensen per km².